# (38547) 1999 VN35
1999 VN35 (asteroide 38547) é um asteroide da cintura principal. Possui uma excentricidade de 0.22822300 e uma inclinação de 1.76890º.
Este asteroide foi descoberto no dia 3 de novembro de 1999 por LINEAR em Socorro.